# Quadrangle de Fortuna Tessera
Le quadrangle de Fortuna Tessera (littéralement : quadrangle de la tessère de Fortuna), aussi identifié par le code USGS V-2, est une région cartographique en quadrangle sur Vénus. Elle est définie par des latitudes comprises entre 50° et 75° N et des longitudes comprises entre 0° et 60° E,. Il tire son nom de la tessère de Fortuna.